# Syhlanskyj
Syhlanskyj (ukrajinsky Сигланський, 1563 m n. m.) je hora v centrální části pohoří Krásná v Zakarpatské oblasti na jihozápadní Ukrajině. Leží nad vesnící Německá Mokrá asi 10 km severozápadně od Usť-Čorné a 10 km jihovýchodně od Koločavy. Vrchol je porostlý travou a poskytuje kruhový rozhled. Syhlanskyj je nejvyšší horou pohoří Krásná.
Přes vrchol prochází červeně značená hřebenovka. Výstup je možný z Koločavy, Usť-Čorné i Německé Mokré.